# David (Michelangelo)
David är en skulptur utförd av renässansskulptören Michelangelo 1501–1504. Den föreställer David i Gamla testamentet. Skulpturen är huggen i carraramarmor och 5,17 meter hög.
Tidigare framställningar av David hade oftast skildrat honom som segerrik, med sin fot på jätten Goliats avhuggna huvud. Michelangelo avbildade istället David som en oförskräckt yngling som ser sin motståndare nalkas, samlad inför den stundande striden.